# マリ・タンペレ＝ベズロドニー
マリ・タンペレ＝ベズロドニー（ロシア語: Мари Тампере-Безродный, ラテン文字転写例: Mari Tampere-Bezrodny, 1951年4月22日 - ）は、ソビエト連邦出身のヴァイオリン奏者。

## 経歴
タリン（現・エストニアの首都）の音楽一家にマリ・タンペレとして生まれる。幼少期より音楽を学び、地元の音楽高校でイヴィ・ティヴィクにヴァイオリンを師事。1970年にモスクワ音楽院に進学し、1977年までイーゴリ・ベズロドニーの薫陶を受けた。卒業後は故郷のタリンに戻ってエストニア国立音楽院で教鞭を取るようになったが、1978年には師のベズロドニーと結婚。
1990年からヘルシンキのシベリウス音楽院でも教えるようになり、1996年から2001年まで母校のモスクワ音楽院の教授も務めた。2001年から2006年までマドリードでもマスター・クラスを開いていた。

## 註
1. ↑  emic.ee

| スタブアイコン | サブスタブ | この項目は、まだ閲覧者の調べものの参照としては役立たない、人物に関連した書きかけの項目です。この項目を加筆・訂正などしてくださる協力者を求めています（P:人物伝/PJ:人物伝）。 |